# Jill Carroll
Jill Carroll (née le 6 octobre 1977) est une journaliste américaine. Elle est pigiste au quotidien américain Christian Science Monitor et était installée à Bagdad depuis 2003. Elle a été enlevée le 7 janvier 2006 dans une rue de Bagdad. Depuis, son nom apparaît régulièrement dans les journaux aux États-Unis.
Au moment de l'enlèvement, elle était en Irak pour interviewer le leader politique sunnite Adnane Al Doulaïmi, chef de la liste sunnite du « Front de la Concorde », dont fait partie le Parti islamique. Son interprète a été tué par balle lors de l'enlèvement. Ses ravisseurs, un groupe armé se faisant appeler les « Brigades de la vengeance », avaient menacé de la tuer si les femmes prisonnières en Irak n'étaient pas libérées.
Le 30 mars 2006, elle est relâchée dans la capitale irakienne. Elle était escortée par des hommes armés dans le quartier d'Amriya, devant les bureaux du Parti islamique irakien, dont les dirigeants avaient lancé de vigoureux appels en faveur de sa libération. Celle-ci survient une semaine après celle, par des forces spéciales irakiennes, de trois pacifistes chrétiens - deux Canadiens et un Britannique - après quatre mois en captivité.